# 鐵杉蚜
鐵杉蚜（学名：Cinara taiwana）为大蚜科松柏大蚜屬下的一个种。